# Saddam (nome)
Saddam  è un nome proprio di persona arabo, urdu e bengali maschile; è scritto صدّام in alfabeto arabo e urdu, e সাদ্দাম in alfabeto bengalese.

## Origine e diffusione
Riprende un termine arabo che significa "[persona] che affronta", "che combatte".

## Persone
- Saddam Hussain, calciatore pakistano
- Saddam Hussein, politico e militare iracheno
- Saddam Kamel Hassan al-Majid, militare iracheno